# 托马斯·波拉德
托马斯·迪安·波拉德（英語：Thomas Dean Pollard，1942年7月7日—），出生于加利福尼亚州帕萨迪纳美国生物化学家、细胞生物学家。他是耶鲁大学教授。波拉德在细胞生物学领域有突出的贡献。其主要成就是探索体内的肌动蛋白和肌球蛋白的作用，它们在体外的聚合，以及流变学和晶体学新研究方法的开创。他还从分子水平研究了肌动蛋白细胞运动和细胞分裂。2006年，获盖尔德纳国际奖。